# Gordon Legg
J. Gordon Legg est un directeur artistique et artiste de décor pour l'animation, ayant travaillé pour les studios Disney.
À la fin des années 1930, début des années 1940, il réalise aussi des aquarelles et des gouaches pour les personnages d'Alice, de la Simili-Tortue et du Gryphon du projet Alice au pays des merveilles (1951).

## Filmographie
- 1938 : Ferdinand le taureau, décor du générique
- 1940 : Fantasia, séquence la Symphonie Pastorale, directeur artistique
- 1957 : Cosmic Capers, décor
- 1957-1958 : Disneyland, décor pour 2 épisodes
  - Mars and Beyond (1957)
  - Magic Highway U.S.A. (1958)
- 1959 : Eyes in Outer Space, décor
- 1960 : Goliath II, décor
- 1970 : Christmas Is